# 엑손 빌딩

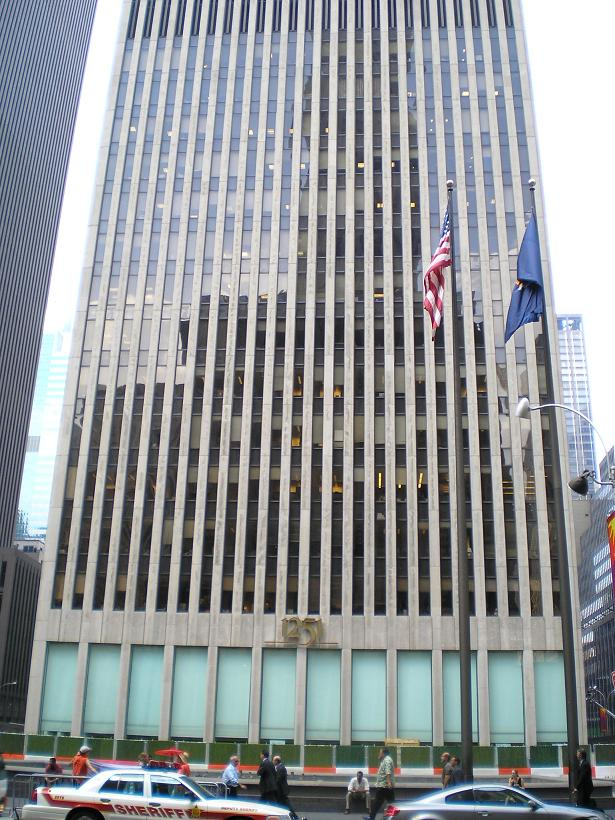
엑손 빌딩

엑손 빌딩(Exxon Building) 또는 1251 어배뉴 오브 디 아메리카스(1251 Avenue of the Americas)는 미국 뉴욕 맨해튼 록펠러 센터의 한 마천루이다.

## 같이 보기
- 뉴욕의 마천루 목록
- 미국의 마천루 목록